# Индуктивный преобразователь
Индуктивный преобразователь, индуктивный датчик перемещения — преобразователь механического перемещения в изменение индуктивности.

## Принцип действия
Основан на изменении индуктивности обмотки электромагнитного дросселя в зависимости от перемещения одной из подвижных частей: якоря, сердечника и других. Простейшим индуктивным преобразователем является катушка с изменяющимся воздушным зазором, его работа основана на изменении магнитного сопротивления магнитопровода путём изменения длины воздушного зазора.
Достоинства: простота и надёжность. Недостаток: малая чувствительность, зависимость индуктивного сопротивления от частоты тока.